# Hannes Varblane
Hannes Varblane (* 18. Juni 1949 in Võhma; † 5. Juli 2022) war ein estnischer Dichter und Literaturkritiker.

## Leben
Varblane machte 1967 in Nõo Abitur und studierte anschließend an der Universität Tartu estnische Philologie und Geschichte. 1974 schloss er das Studium in der Fachrichtung Allgemeine Geschichte ab. Danach arbeitete er ein Jahr als Lehrer in Tartu. Von 1975 bis 1982 war er wissenschaftlicher Angestellter am Staatlichen Sportmuseum der ESSR, dem heutigen Estnischen Sport- und Olympiamuseum in Tartu. Danach arbeitete er am Tartuer Kunstmuseum.
Varblane war ab 1996 Mitglied des Estnischen Schriftstellerverbands.

## Werk
Varblane debütierte Mitte der 1980er Jahre in Looming und legte 1990 seinen ersten Gedichtband vor, für den er mit dem estnischen Debütpreis ausgezeichnet wurde. Die Kritik zeigte sich sehr angetan und verglich Varblanes Lyrik mit der Zeitdichtung der 1920er Jahre in Estland. Seine Gedichte werden durch einen leicht melancholischen Grundton gekennzeichnet, der sich in den folgenden Sammlungen des Autors noch verstärkte. In der Kritik hieß es demzufolge, dass es sich hier „eher um Klage- als um Kampflieder“ handele. In späteren Rezensionen wurde Varblane zunehmend als Vertreter der Beat Generation bezeichnet.

## Auszeichnungen
- 1991 Betti-Alver-Debütpreis

## Bibliografie
- Mäel, mis muruneb („Auf dem Berg, der zerfällt“). ER, Tallinn 1990. 168 S.
- Sina armasta mind („Liebe mich“). Umara, Tartu / Tallinn 1993. 164 S.
- Vihkamiseta („Ohne zu hassen“). Umara, Tallinn 1995. 78 S.
- Mina enam ei armasta sind („Ich liebe dich nicht mehr“). Umara, Tallinn 1997. 62 S.
- Letaalse lõpuni („Bis zum letalen Ende“). Umara, s. l. 1999. 52 S.
- Avalikult halb. Valik („Öffentlich schlecht“, Gedichtauswahl). Ilmamaa, Tartu 1999. 94 S.
- Võõrikvend („Der fremde Bruder“). Umara, Tallinn 2000. 63 S.
- Ilmavallas („Im Weltkreis“, Essays und Kritiken). Ilmamaa, Tartu 2002. 272 S.
- Taarnateel („Auf dem Schluchtweg“). Ilmamaa, Tartu 2009. 93 S.
- Ilmavallas II („Im Weltkreis II“, Essays und Kritiken). Ilmamaa, Tartu 2015. 285 S.